# Margarete von Frankreich († 1382)
Margarete von Frankreich (* um 1312; † 9. Mai 1382) war eine französische Prinzessin aus der Dynastie der Kapetinger. Durch Heirat mit Ludwig I. war sie ab 1322 Gräfin von Flandern und führte dort nach dem Tod ihres Mannes 1346 als Vormund ihres Sohnes Ludwig von Male die Regierungsgeschäfte. Durch den Tod ihres kinderlosen Verwandten Philipp von Rouvres wurde sie 1361 zudem Gräfin von Artois und Freigräfin von Burgund.

## Leben
Margarete kam als zweite Tochter des späteren französischen Königs Philipp V. und seiner Frau, der Pfalzgräfin Johanna von Burgund, Gräfin von Artois zur Welt. Gemäß den Vereinbarungen des Vertrags von Paris, wurde Margarete am 21. Juli 1320 mit Ludwig I., dem späteren Grafen von Flandern, Nevers und Rethel verheiratet. Die Verbindung sollte den frisch geschlossenen Frieden zwischen Ludwigs Großvater, dem flämischen Grafen Robert III., und Margaretes Vater Philipp besiegeln.
Nachdem ihr Mann 1346 in der Schlacht von Crécy gefallen war, übernahm sie politische Verantwortung und war treibende Kraft hinter der Vermählung ihres Sohnes Ludwig von Male 1347 mit Margarete von Brabant, der Tochter des brabantischen Herzogs Johann III. Nachdem ihr Sohn mündig geworden war, sorgte sie für ein Festhalten an der französisch-flämischen Allianz. Außerdem war sie als Vermittlerin zwischen ihrem Sohn und dem aufständischen Gent aktiv, konnte jedoch den Streit zeit ihres Lebens nicht beilegen.
Als der Enkel ihrer älteren Schwester Johanna, der burgundische Herzog Philipp von Rouvres, 1361 kinderlos starb, erbte sie die Freigrafschaft Burgund und die Grafschaft Artois. In ihrer Eigenschaft als Gräfin von Artois und Burgund hatte sie großen Anteil an der 1369 geschlossenen Ehe zwischen ihrer Enkelin Margarete von Flandern und dem burgundischen Herzog Philipp dem Kühnen.
Nach ihrem Tod am 9. Mai 1382 wurde Margarete von Frankreich in der Grablege der französischen Könige, der Basilika Saint-Denis in Paris, beerdigt.